# George Osborne
George Gideon Oliver Osborne, CH, PC (sinh Gideon Oliver Osborne, 23 tháng 5 năm 1971) là một chính khách Anh thuộc Đảng Bảo thủ.